# Pelle di leopardo
La pelle di leopardo o, secondo la terminologia inglese, leopard skin, è un tipo di roccia particolare che viene classificata insieme alla famiglia del diaspro, una pietra di stampo siliceo, di cui è una varietà chimica e molto raramente organogena. Le chiazze di colore di forma talvolta lobata, colorate di bruno scuro o nero sono formate da ossidi ed idrossidi di manganese.

## Origine e giacitura

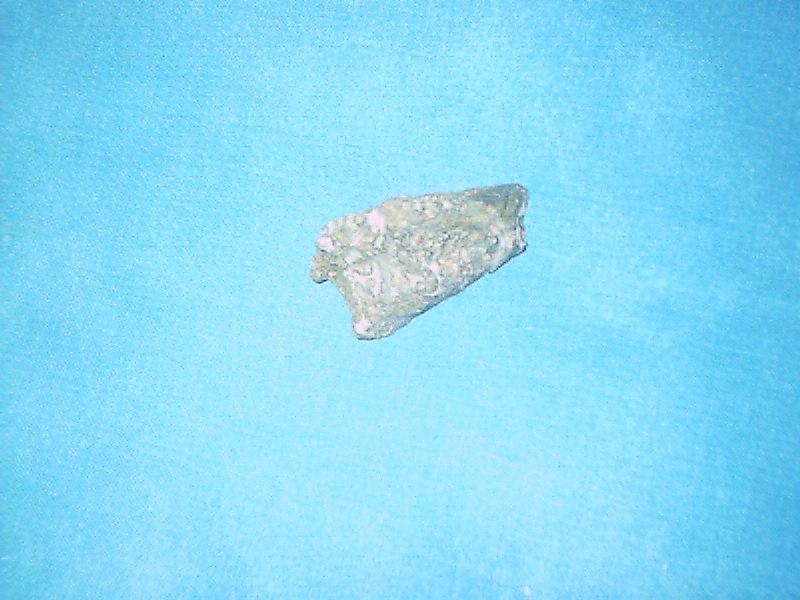
Pezzo di "Pelle di leopardo" grezzo

La pelle di leopardo, come tutti i tipi di diaspro, sono rocce sedimentarie di origine chimica formatisi per precipitazione di componenti perlopiù silicei, talvolta di origine vulcanica dopo processi di evaporazione o cambiamento climatico, tuttavia, alcuni studiosi affermano che questo tipo di diaspro si forma a grandi profondità negli oceani. Alcuni di questi diaspri inoltre sembrano avere una diagenesi organogena da organismi animali e/o vegetali composti da silice (tipo i radiolari).

## Luoghi di ritrovamento
- Europa: in Germania presso Turingia e Fichtelgebirge;[1]
- Italia: nell'isola di San Pietro in provincia di Cagliari, in Sicilia, in Toscana e presso La Spezia.[1]
- Stati Uniti: nell'Arkansas ed in Michigan.[1]